# BMW M3 DTM
BMW M3 DTM은 BMW M3 (E92)를 베이스로 제작된 독일 투어링카 마스터즈 레이스카이다.

## 역사
BMW는 2010년 10월 BMW M3 DTM의 개발, 설계 및 시공을 시작했으며, BMW는 2012년 시즌을 위해 DTM으로 복귀하였다.

## 엔진
BMW M3 DTM의 엔진은 BMW P66 시리즈 엔진을 탑재하였다.